# حصار خيخون (1936)
شهد حصار خيخون أحد الإجراءات الأولى في الحرب الأهلية الإسبانية، حيث سحقت المليشيات الأناركية حامية عسكرية صغيرة تمردت في خيخون بعد حصارها في الفترة بين 19 يوليو - 16 أغسطس 1936. فقامت الميليشيا - التي تقاتل اسميا دفاعا عن الجمهورية - بفرض حصار على ثكنات سيمانكاس في مدينة خيخون. وقد دافع عن الثكنة حوالي 180 جنديًا وضباطًا في الحرس المدني الذين تمردوا لدعم الجنرال فرانكو. واستولوا على الثكنة لصالح القوميين. كانت المعركة ملحوظة بسبب شراسة وعناد المحاصرين.

## البداية
في 19 يوليو 1936 انضمت حامية أوفييدو بقيادة الجنرال أنطونيو أراندا إلى التمرد العسكري واستولت على المدينة في غضون بضع ساعات دون أي مقاومة تقريبًا، في مفاجأة للسلطات الجمهورية مشكلا جيبًا للمتمردين بحماية 4000 رجل. وقبلها في اجتماع مع قادة الجيش والحرس المدني وقوات الاقتحام، أعلن العقيد أنطونيو بينيلا رئيس فوج مشاة جبل سيمانكاس في خيخون تمرده يوم 19 يوليو، ولكن على عكس ما حدث في أوفييدو بالكاد وصل المتمردون حوله إلى حوالي 600 مقاتل.
الحاجة إلى اتخاذ إجراءات سريعة بعد أن أجبرت الانتفاضة المتمردين من خيخون وخففت العامل المفاجئ الذي كان حاسماً في أوفييدو، لأنه في صباح يوم 19 يوليو حاول العقيد بينيلا أخذ سرية من الجنود إلى الشارع دون سابق إنذار كان رئيسه المباشر ضابطًا مخلصًا للجمهورية، مما تسبب في ارتباك داخل قيادته الصغيرة. لهذا السبب انتبهت سلطات الجمهورية في يوم 19 يوليو من أن بعض الجنود يحاولون إعلان حالة حرب لدعم الجانب المتمرد، لذلك تم تنبيه الأحزاب اليسارية والنقابات والاتحادات والتنظيمات الأناركية قبل المحاولة.

## الحصار
عندما أعلن العقيد بينيلا تمرده صباح يوم 20 يوليو وبدأ في احتلال المباني العامة، وجد أن جنوده أقل بكثير من القوات الموالية للجمهورية. حيث أن ميليشيات UGT و CNT قد تم تحذيرها من ثورة محتملة واستعدت لها بالسلاح منذ اليوم السابق، فانتفى عامل المفاجئة لصالح المتمردين، ولهذا السبب تخلى العديد من جنود الحامية عن دعم بينيلا واستسلموا للسلطات الحكومية المدعومة من المليشيات، التي كانت لديها منذ البداية تفوقًا رقميًا ساحقًا يمكنهم من خلاله منع أي محاولة للسيطرة على المدينة.
سرعان ماترك المتمردون مواقعهم بسبب الفارق العددي الخطير، وركزوا مقاومتهم في ثكنات سيمانكاس أو مقر فوج سيمانكاس رقم 40، حيث فيها أكثر من 350 رجلاً، وثكنات كتيبة ثابادوريس الثامنة التي بالكاد بها 180 رجلاً. على الرغم من أن ميليشيات الجمهورية لديها القليل من الأسلحة، إلا أن لديها كميات كبيرة من الديناميت التي هاجمت بها الثكنات. وقد قررت القيادة الجمهورية بدلاً من تركيز جهودها على متمردي أوفييدو فإنها ستقمع تمرد خيخون، الميناء المطل على بحر كانتابريا، ولهذا السبب تركزت جهود الميليشيات الأستورية على هجماتها ضد ثكنات الجيش في خيخون لأكثر من شهر.
بسبب النقص في الأسلحة الكافية بين الجمهوريين، تسببت الهجمات على ثكنات سيمانكاس في سقوط العديد من الضحايا في 22 و 23 و 24 يوليو، لكن تم تعويضها بتعزيزات. وقد قام المتمردون بجولة ناجحة بحثًا عن الطعام والأدوية، على الرغم من وجودهم في جيب صغير على بعد عشرات الكيلومترات من قواتهم، مع عدم وجود خيار لمساعدة سريعة. وسرعان ماوجد المتمردون أنفسهم يفتقرون إلى الغذاء والماء الكافي، مع ذلك فقد استمروا في المقاومة. واعتقد أن بينيلا الذي وثق بالدعاية الإذاعية للمتمردين بما جرى في كازار طليطلة، وتوقع أيضًا إنقاذًا وشيكًا من القوات الصديقة دون النظر إلى أنه على عكس الكازار، فإن مباني ثكنات سيمانكاس مصممة لتكون مدرسة وليست مستعدة بأي حال لتحمل حصار طويل.

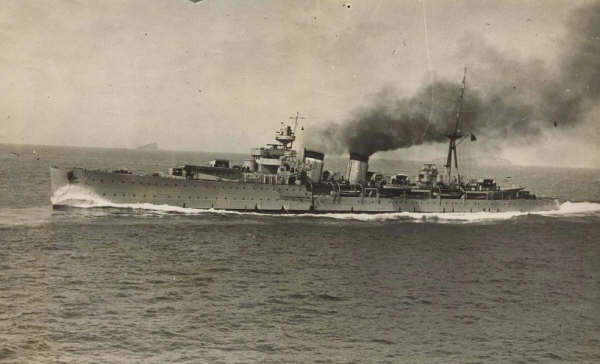
الطراد البحري "ألميرانتي سيرفيرا" التي شاركت في المعركة.

تسببت هجمات الديناميت بخسائر فادحة للجمهوريين، وكذلك بأضرار جسيمة في الثكنات، وهي خسائر لم يستطع المتمردون تعويضها. ففي 29 يوليو ظهر الطراد ألميرانتي سيرفيرا أمام خيخون، الذي كان في حوزة المتمردين، لكن مدافعها لم تكن كافية لتقليل الهجمات على ثكنات سيمانكاس. ففي 1 أغسطس استؤنفت هجمات الميليشيات في خيخون حتى يوم 5 أغسطس، وبدأ قصف الطيران الجمهوري ثكنات المتمردين في 2 أغسطس، مما زاد من الدمار. وفي 12 أغسطس قام رجال ميليشيا الجمهورية بحفر نفق تحت الأرض لينهوا تمرد ثكنات سيمانكاس نهائيا، وقاتلوا حتى يوم 15 ضد المتمردين الذين تمكنوا من منعهم.
ولم يتمكن الطراد Admiral Cervera من مساعدة حامية سيمانكاس التي ازدادت ضعفا، وافتقرت إلى الطعام والماء. وفوق ذلك فقد تمكنت البارجة España والمدمرة Velasco الحكوميتين من تحييده. وتعرضت الثكنات للهجوم مرة أخرى في 16 و 20 أغسطس. وبالنهاية في يوم 21 وبدعم من الطائرات والمدفعية تمكنت الميليشيات من دخول ثكنات سيمانكاس وهزمت آخر المدافعين عن الموقع. وأعدمت الضباط الباقين على قيد الحياة.

## النتائج
على الرغم من هزيمة المتمردين في خيخون، فإن تركيز جهود الميليشيات الأكبر في تلك المدينة (وضد حامية ضعيفة) تسببت بهجمات كبيرة ضد حامية أوفييدو المتمردة (أكثر بكثير من خيخون) بدأت في منتصف أغسطس 1936، حيث أن تقدم قوات المتمردين من غاليسيا أعطي الوقت لمساعدة أوفييدو. وقد دخلت قوات فرانكو أوفييدو في 18 أكتوبر 1936 لكنها لم تتمكن من مهاجمة خيخون: ولكنهم استولوا على هذا الميناء بعدها بعام، أي في 21 أكتوبر 1937 عندما سقط آخر معقل جمهوري على شواطئ بحر كانتابريا. منح فوج المشاة الجبلية سيمانكاس رقم 40 صليب الحائز على جائزة جماعية (أعلى وسام عسكري إسباني يجب أن يتم الوفاء بامتيازه بسلسلة من المتطلبات الاستثنائية والتي تخضع لما يسمى بالحكم المتناقض).